# أندرسون نونيز
أندرسون نونيز (بالبرتغالية: Anderson Francisco Nunes‏) (21 يناير 1982 بساو باولو في البرازيل - ) هو لاعب كرة قدم برازيلي في مركز الهجوم. لعب مع أتلتيكو براغانتينو والنادي الأهلي وسانتو أندريه ونادي أفاي لكرة القدم ونادي حتا ونادي ريو برانكو ونادي ساو كايتانو ونادي سبورت ريسيفه ونادي غاما ونادي غواراني ونادي فاسكو دا غاما ونادي كوريتيبا ونادي فورتاليزا ونادي بوتافوغو اس بي وأمريكا دي ناتال ‏ وريد بول برازيل وأتلتيكو يوفنتوس.

## روابط خارجية
- أندرسون نونيز على موقع قاعدة بيانات كرة القدم.إي يو (الإنجليزية)
- أندرسون نونيز على موقع Soccerway.com (الإنجليزية)